# Bulbophyllum chlororhopalon
Bulbophyllum chlororhopalon är en orkidéart som beskrevs av Rudolf Schlechter. Bulbophyllum chlororhopalon ingår i släktet Bulbophyllum och familjen orkidéer. Inga underarter finns listade i Catalogue of Life.